# Liste des sites Ramsar au Rwanda
Cet article recense les zones humides du Rwanda concernées par la convention de Ramsar.

## Statistiques
La convention de Ramsar est entrée en vigueur au Rwanda le 1er avril 2006.
En janvier 2020, le pays compte 1 site Ramsar, couvrant une superficie de 67,36 km2.

## Liste
| Site                       | District        | Notes | Date            | Superficie (km²) | Altitude (m) | Identifiant Ramsar | Identifiant WDPA | Coordonnées                     | Photo |
| -------------------------- | --------------- | ----- | --------------- | ---------------- | ------------ | ------------------ | ---------------- | ------------------------------- | ----- |
| Rugezi (en)-Burera-Ruhondo | Burera, Gicumbi |       | 12 janvier 2005 | 67,36            | 2 050        | 1589               | 109095           | 1° 28′ 30″ sud, 29° 53′ 10″ est |       |